# Heinrich Schmidt (Philosoph)
Heinrich Schmidt (* 18. Dezember 1874 in Heubach, Thüringen; † 2. Mai 1935 in Jena) war ein deutscher Archivar und Philosoph.

## Leben
Heinrich Schmidt besuchte von 1890 bis 1894 ein Lehrerseminar in Hildburghausen und arbeitete zunächst als Volksschullehrer. 1897 wechselte er zur wissenschaftlichen Weiterbildung nach Jena. Ab 1899 studierte er dort unter finanzieller Förderung Ernst Haeckels Naturwissenschaften und wurde 1900 dessen Privatsekretär. Da Schmidt das Abitur fehlte, schickte ihn Haeckel nach Zürich zu seinem ehemaligen Schüler Arnold Lang, wo er 1904 zum Dr. phil. promoviert wurde. Ab 1912 war er Archivar im Phyletischen Archiv, ab 1916 leitete er das Haeckel-Archiv. 1918 veröffentlichte Schmidt seine Geschichte der Entwicklungslehre. Als intellektuellen Urheber bezeichnet Schmidt seinen „verehrten Meister und Freund, […] Ernst Haeckel“. Auf gut 540 Seiten entwirft er zitatreich eine Synopsis über entwicklungsgeschichtliche Auffassungen in einzelnen, vorwiegend naturwissenschaftlichen Disziplinen von deren jeweiligen Anfang bis in die damalige Gegenwart. Er beginnt mit der Geschichte des Entwicklungsgedankens in der Philosophie und endet mit der Darstellung der Menschwerdung (Anthropogenie) aus v. a. paläologischer Sicht; ein wertender oder sonst wie markanter rassenbiologischer Aspekt kommt zu diesem Zeitpunkt bei Schmidt nicht zum Ausdruck. 1919 wurde ihm der Professorentitel verliehen.
Nach Haeckels Tod 1919 wurde Schmidt dessen Nachlassverwalter; von 1920 bis zu seinem Tod war er Direktor des Ernst-Haeckel-Hauses, das 1945 der Friedrich-Schiller-Universität Jena angeschlossen wurde. Wie Haeckel war Schmidt Mitglied des Deutschen Monistenbundes. Von 1919 bis 1920 war er deren Vorsitzender und bis zu seinem Tode 1935 ein entschiedener Vertreter von Haeckels Monismus und seiner Interpretation von Darwins Entwicklungstheorie. Er war außerdem Herausgeber der Monistischen Monatshefte. Nach dem Verbot dieser Zeitschrift 1933 durch die Nationalsozialisten gründete Schmidt die Zeitschrift Natur und Geist, Monatshefte für Wissenschaft, Weltanschauung und Weltgestaltung.
Standen in den Jahren kurz nach Haeckels Tod die Archivsicherung und die Aufbereitung seines Nachlasses im Vordergrund seiner Arbeit, hatten bis 1933 und insbesondere danach zunehmend weltanschauliche und politische Fragestellungen Priorität. Die vorher eher sozialdemokratisch ausgerichtete Grundhaltung Schmidts wich zunehmend einer radikal-nationalistischen. In diesem Zusammenhang griff er auf zum Teil rassistische und nationalistische Argumente zurück, welche in ihrer Radikalität die Meinungen seiner Kollegen Ludwig Plate oder Hans F. K. Günther bei weitem übertraf. Sein Versuch, das Ernst-Haeckel-Haus sowie die Person Haeckels im nationalsozialistischen Sinne umzugestalten beziehungsweise umzudeuten, scheiterte letztendlich. Lediglich über den Umweg der Zeitschrift Natur und Geist nahm ein in monistischer Tradition stehendes Publikationsorgan Stellung zum Standardwerk zur menschlichen Erblichkeitslehre und Rassenhygiene von Erwin Baur, Eugen Fischer und Fritz Lenz.

## Zitate über Heinrich Schmidt
Julius Schaxel über Heinrich Schmidt: „Deshalb ist jetzt die rechte Zeit, den entwicklungsfähigen Teil der Menschheit, das klassenbewußte Proletariat, auf die Durchschlagskraft der Naturtatsachen hinzuweisen. Professor Heinrich Schmidt, der Haeckel-Schmidt, als Sachwalter des materialistischen Naturforschers und unermüdlichen Aufklärers Ernst Haeckel, ist der Berufene, die geschichtliche Naturverbundenheit des Menschen am gegenwärtigen Stande der Forschung aufzuzeigen.“ (Aus dem Nachwort zu Mensch und Affe 1932.)

## Veröffentlichungen (Auswahl)
- Haeckels Embryonenbilder. Dokumente zum Kampf um die Weltanschauung in der Gegenwart, Frankfurt a. M. 1909.
- Was wir Ernst Haeckel verdanken. Ein Buch der Verehrung und Dankbarkeit. Erster Band, UNESMA, Leipzig 1914 (Digitalisat)
- Was wir Ernst Haeckel verdanken. Ein Buch der Verehrung und Dankbarkeit. Zweiter Band, UNESMA, Leipzig 1914 (Digitalisat)
- Geschichte der Entwicklungslehre, Leipzig: Alfred Kröner Verlag, 1918.
- Epikurs Philosophie der Lebensfreude. Leipzig 1927 (= Kröner TB. Band 11).
- Fruchtbarkeit und Vermehrung, 1927/28 Urania.
- Der Kampf ums Dasein, 1930 Urania.
- Mensch und Affe, 1932 Urania.
- Philosophisches Wörterbuch, (Begründer) (Kröners Taschenausgabe 13), zuerst 1912.
- Ernst Haeckel. Denkmal eines großen Lebens, Jena 1934. (PDF.)

## Nachweise
1. ↑  Vorwort, in: Schmidt: Geschichte der Entwicklungslehre,  1918, S. V.
2. ↑  22. Kapitel: Anthropogenesis. Die Entwicklung des Menschen, in: Schmidt: Geschichte der Entwicklungslehre, 1918, S. 522 bis 542, insbesondere ab Seite 539.
3. ↑  Hoßfeld, Haeckels »Eckermann«, 2005, S. 282.
4. 1 2  Hoßfeld, Haeckels »Eckermann«, 2005, S. 284.
5. ↑  Heiner Fangerau, Das Standardwerk zur menschlichen Erblichkeitslehre und Rassenhygiene von Erwin Baur, Eugen Fischer und Fritz Lenz im Spiegel der zeitgenössischen Rezensionsliteratur 1921–1941, Dissertation, Ruhr-Universität Bochum, Fakultät für Medizin, 2000, S. 66.